# 张红兵
张红兵（1966年1月—），湖北咸宁人，現任中国共产党第二十届中央委员、武警部队政治委员、上将警衔，现役65后上将之一。
張紅兵被广泛认为是习近平派系闽江新军的成員之一。

## 生平
张红兵曾任中国人民解放军济南军区陆军第二十集团军第五十八旅政委、陆军第二十集团军政治部副主任。2013年，张红兵出任陆军第五十四集团军第一二七师政委。2014年，任陆军第二十集团军政治部主任，接替薛君。2017年3月，任陆军第七十六集团军政委。2019年12月，升任东部战区陆军政治委员，晋升为中国人民解放军中将。2022年1月，升任武警部队政治委员，晋升上将警衔，成为第二名65后上将。